# Johann Adolph von Nassau-Usingen

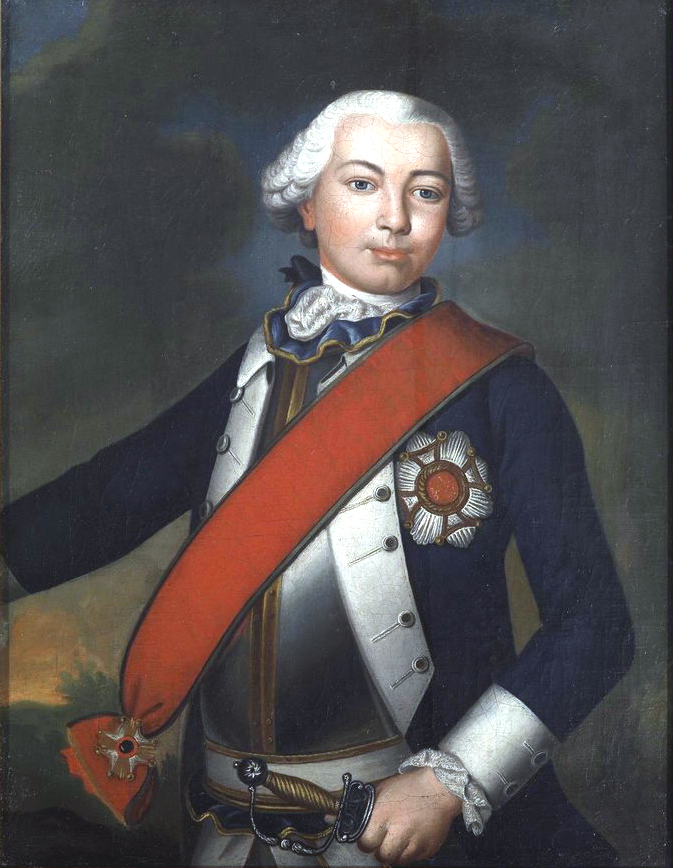
Prinz Johann Adolf von Nassau-Usingen

Johann Adolph von Nassau-Usingen (* 19. Juli 1740 in Biebrich; † 10. Dezember 1793 in Wiesbaden) war ein Prinz von Nassau-Usingen. Er war französischer Oberst, sowie preußischer Generalleutnant und Chef des Füsilier-Regiments Nr. 47.

## Leben

### Herkunft
Er war der Sohn des regierenden Fürsten Karl von Nassau-Usingen und dessen Frau Christiane Wilhelmine von Sachsen-Eisenach (1711–1740), die vier Monate nach seiner Geburt starb.

### Werdegang
Im Jahre 1749 ging er mit seinen älteren Brüdern in die Niederlande. Dort blieb er drei Jahre zur Ausbildung in Utrecht. 1752 trat er in französische Dienste ein und wurde Oberst. Dort erhielt er das Infanterie-Regiment des Grafen von Fersen. 1758 tauschte er es gegen das Kavallerie-Regiment Nassau-Saarbrücken.
Während des Siebenjährigen Krieges war er von 1757 bis 1761 bei den französischen Truppen in Deutschland. Er war bei den Schlachten bei Hastenbeck, Sandershausen, Lutterberg, Bergen und Minden dabei, ferner bei der Belagerung von Kassel und Wolfenbüttel, ebenso bei den Gefechten von Grüneberg und Amöneburg. In der Schlacht bei Sandershausen wurde er in der linken Schulter getroffen.
1760 erhielt er den Orden Pour le Mérite militaire, 1761 wurde er Brigadier der Reiterei und 1762 Maréchal de camp. 1763 bekam er den pfälzischen Hubertus-Orden.
1764 wechselte er in preußische Dienste unter Friedrich II. Er wurde Generalmajor und erhielt das Füsilier-Regiment Nr. 47 (Grabow). Im Bayerischen Erbfolgekrieg war er der Armee von Prinz Heinrich zugeteilt. Am 11. Januar 1777 wurde er Generalleutnant. Er wurde beschuldigt, Armeegelder veruntreut zu haben, woraufhin er am 25. November 1778 empört den Dienst quittierte. Er ist in der Familiengruft in der Usinger Laurentiuskirche bestattet.

### Familie
Verheiratet war er mit Carolina Wilhelmina Freiin von Reischach zum Reichenstein (1740–1804).